# Galumna betzaida
Galumna betzaida är en kvalsterart som beskrevs av Sandór Mahunka 1992. Galumna betzaida ingår i släktet Galumna och familjen Galumnidae. Inga underarter finns listade i Catalogue of Life.